# Another Intensity
Another Intensity è il sesto album del cantante raggae tedesco Gentleman, completamente cantato in inglese. L'album lo ha portato alla ribalta in Italia grazie al singolo, Lack Of Love, che è passato spesso in rotazione su MTV e All Music. La traccia 8, Celebration, vanta la collaborazione del cantante reggae italiano Alborosie.

## Tracce
| #  | Titolo                  | Produttore\i | Collaboratore\i | Durata |
| -- | ----------------------- | ------------ | --------------- | ------ |
| 1  | Evolution               |              |                 | 3:50   |
| 2  | Tranquility (Acoustic)  |              |                 | 3:19   |
| 3  | Lack Of Love            |              | Sizzla          | 4:00   |
| 4  | Different Places        |              |                 | 3:58   |
| 5  | Round the World         |              |                 | 4:06   |
| 6  | Serenity                |              |                 | 4:07   |
| 7  | Soulfood                |              |                 | 3:50   |
| 8  | Celebration             |              | Alborosie       | 4:01   |
| 9  | Mount Zion              |              |                 | 3:39   |
| 10 | The Light Within        |              | Diana King      | 3:55   |
| 11 | In Pursuit Of Happiness |              |                 | 3:51   |
| 12 | Rage & Anger            |              |                 | 3:10   |
| 13 | Respond to Yourself     |              |                 | 4:31   |
| 14 | Missing Those Day       |              |                 | 3:38   |
| 15 | Hosanna                 |              |                 | 4:50   |
| 16 | Jah Love                |              | Bobby Dixon     | 3:54   |
| 17 | Sin City                |              |                 | 8:14   |